# Friedrich Mehmel (Architekt)
Friedrich Mehmel (* 2. April 1883 in Neunheilingen; † 23. April 1966 in Hannover) war ein deutscher Maurermeister, Architekt, Bauunternehmer und Kommunalpolitiker.

## Leben
Friedrich Mehmel wurde 1883 als Sohn eines Landwirts in Neunheilingen geboren. Nach seinem Schulbesuch machte er eine Lehre als Maurer und besuchte dann von 1899 bis 1901 die Landesbaugewerkschule Darmstadt. Anschließend absolvierte er den Militärdienst.
Ab 1903 arbeitete Mehmel als angestellter Architekt für verschiedene Arbeitgeber, zunächst in Darmstadt und Mainz, später in Hannover. Dort ließ er sich für die Jahre 1907 und 1908 als Gasthörer an der Technischen Hochschule Hannover einschreiben. 1909 arbeitete er dort in der städtischen Bauverwaltung.
1912 bestand Friedrich Mehmel seine Meisterprüfung als Maurer und wurde anschließend zeitweilig Teilhaber des Baugeschäfts E. Behrens.
Am Ersten Weltkrieg nahm Mehmel als Soldat teil.
Zu Beginn der Weimarer Republik gründete Mehmel 1918 die Bauunternehmung für Hoch-, Tief- und Eisenbetonbau F. Mehmel, durch die insbesondere in den 1920er Jahren zahlreiche Gebäude errichtet wurden, wie beispielsweise das Anzeiger-Hochhaus.
In der Zeit des Nationalsozialismus wurde Mehmel zum Bau verschiedener Flughäfen in niedersächsischen Raum sowie zum Bau der Hermann-Göring-Werke herangezogen. In den Jahren von 1934 bis 1936 wirkte Mehmels Unternehmen, gemeinsam mit Fritz Schuppert, bei der Anlage des Maschsees mit.
1935 erwarb Mehmel als begeisterter Jäger ein Gut bei Bodenteich im Kreis Uelzen in der Lüneburger Heide.
Nach den Luftangriffen auf Hannover des Zweiten Weltkriegs, bei denen im Jahr 1943 auch das Betriebsgelände zerstört wurde, organisierte Mehmel in der Nachkriegszeit zunächst die Trümmerräumung. 1948 bis 1960 saß er als gewähltes Mitglied der Deutschen Partei (DP) im Rat der Stadt Hannover.
Ende der 1950er Jahre hatte die Friedrich Mehmel AG ihren Sitz im Gebäude Wiesenstraße 30 im hannoverschen Stadtteil Südstadt. Im Vorstand der Aktiengesellschaft, die als Familienunternehmen durch insgesamt drei Generationen geführt wurde, saßen seinerzeit der Baumeister Friedrich Mehmel, Frau Emy Mehmel und der in Hannover ansässige Dr.-Ing. Hans Gerstmayr, während Fräulein Meta Garbe und Dr. jur. Helmut Jetter als Prokuristen genannt wurden.
Noch Mitte der 1960er Jahre war die Aktiengesellschaft zu 100 % im Besitz von Friedrich Mehmel, der am 23. April 1966 starb.

## Ehrungen
Friedrich Mehmel wurde zum Ehrensenator beziehungsweise Ehrenbürger der Technischen Hochschule Hannovers ernannt.